# Chèvre marronne

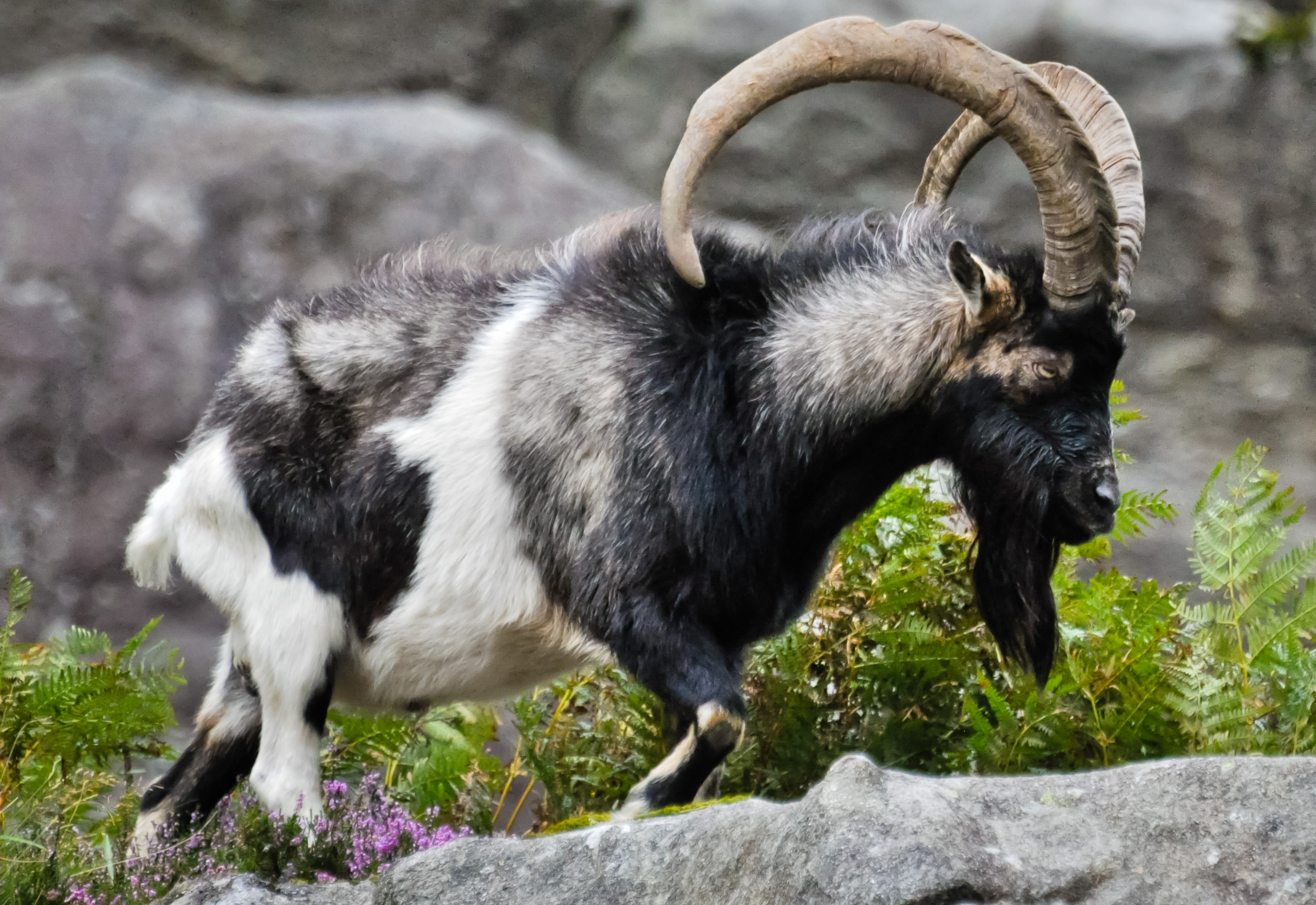
Une chèvre marronne à Glendalough, en Irlande.

Une chèvre marronne, appelée aussi chèvre sauvage, chèvre férale ou chèvre ensauvagée, est une Chèvre domestique (Capra hircus hircus) qui est retournée à l'état sauvage ou semi-sauvage par le phénomène du marronnage. Elle ne doit pas être confondue avec la sous-espèce sauvage (C. h. aegagrus), qui est l'ancêtre sauvage de toutes les chèvres domestiques.
La chèvre marronne peut avoir côtoyé des êtres humains ou bien être née loin d'eux, de sorte que la différence entre elle et un individu domestique proprement dit n'est pas génétique mais uniquement éthologique, c'est-à-dire liée à son mode de vie. Dans certaines régions où la Chèvre domestique n'est pas une espèce d'origine indigène, les populations marronnes ont proliféré (exemple : l'île Europa) et peuvent poser de graves problèmes environnementaux, devenant même par endroits une espèce envahissante.